# Xenylla villiersi
Xenylla villiersi är en urinsektsart som beskrevs av ?E. Thibaud 1963. Xenylla villiersi ingår i släktet Xenylla och familjen Hypogastruridae. Inga underarter finns listade i Catalogue of Life.